# نادي ساجر
نادي ساجر السعودي هو أحد أندية الدرجة الثانية بمحافظة الدوادمي في مدينة ساجر.

## اسم النادي
كان اسم النادي سابقاً نادي اليمامة و غُيّر إلى نادي ساجر حسب اسم المدينة التي يقع بها.

## تشكيلة الفريق الحالية
ملاحظة: تشير الأعلام إلى المنتخب بحسب قواعد الأهلية المعتمدة من قبل الفيفا؛ تنطبق بعض الاستثناءات المحدودة. وقد يحمل اللاعبون أكثر من جنسية لا تعترف بها الفيفا.
| الرقم | البلد    | المركز | اللاعب             |
| ----- | -------- | ------ | ------------------ |
| --    | السعودية | حارس   | عبد العزيز الدبيان |
| --    | السعودية | حارس   | عبد الله النخلي    |
| --    | السعودية | حارس   | عبد العزيز الشهري  |
| --    | السعودية | مدافع  | سلطان المريشد      |
| --    | السعودية | مدافع  | فيصل حدادي         |
| --    | تونس     | مدافع  | مهاب التواتي       |
| --    | السعودية | مدافع  | عبد الله الشهري    |
| --    | السعودية | مدافع  | علي الخيبري        |
| --    | السعودية | مدافع  | بندر العتيبي       |
| --    | السعودية | مدافع  | كريم الحربي        |
| --    | السعودية | مدافع  | سلمان الربيعان     |
| --    | السعودية | وسط    | حسين خبراني        |

| الرقم | البلد    | المركز | اللاعب             |
| ----- | -------- | ------ | ------------------ |
| --    | السعودية | وسط    | عبد العزيز الفضيلي |
| --    | السعودية | وسط    | حسام الحماد        |
| --    | السعودية | وسط    | عبد الله الثنيان   |
| --    | السعودية | وسط    | سالم العنزي        |
| --    | السعودية | وسط    | سلطان الجابري      |
| --    | السعودية | وسط    | مبارك الشناط       |
| --    | السعودية | وسط    | الوليد الحربي      |
| --    | تونس     | مهاجم  | هارون العياري      |
| --    | السعودية | مهاجم  | فهد العتيبي        |
| --    | مصر      | مهاجم  | صلاح خطاب          |
| --    | السعودية | مهاجم  | إياد عسيري         |